# Neuseeländische Cricket-Nationalmannschaft gegen Pakistan in der Saison 2009/10
Die Tour der neuseeländischen Cricket-Nationalmannschaft gegen Pakistan in der Saison 2009/10 fand vom 3. bis zum 13. November 2009 in den Vereinigten Arabischen Emiraten statt. Die internationale Cricket-Tour war Teil der internationalen Cricket-Saison 2009/10 und umfasste drei ODIs und zwei Twenty20s. Neuseeland gewann die ODI-Serie 2-1, während Pakistan die Twenty20-Serie 2-0 gewann.

## Vorgeschichte
Für beide Mannschaften war es nach der ICC Champions Trophy 2009 die erste Tour der Saison. Das letzte Aufeinandertreffen der beiden Mannschaften bei einer Tour fand in der Saison 2003/04 in Neuseeland statt.

## Stadien
Für die Tour wurden folgende Stadien als Austragungsorte vorgesehen und vom 14. September 2009 bekanntgegeben.
| Stadion                             | Stadt     | Kapazität | Spiele         |
| ----------------------------------- | --------- | --------- | -------------- |
| Sheikh Zayed Cricket Stadium        | Abu Dhabi | 20.000    | 1. – 3. ODI    |
| Dubai International Cricket Stadium | Dubai     | 25.000    | 1. T20; 2. T20 |

## Kaderlisten
Neuseeland benannte seinen Kader am 15. Oktober 2009.
Pakistan benannte seinen Kader am 22. Oktober 2009.
| ODI | ODI | T20 | T20 |
| Pakistan | Neuseeland | Pakistan | Neuseeland |
| --- | --- | --- | --- |
| - Younis Khan (K) - Abdul Razzaq - Iftikhar Anjum - Imran Farhat - Kamran Akmal (wk) - Khalid Latif - Mohammad Amir - Mohammad Yousuf - Naved-ul-Hasan - Saeed Ajmal - Salman Butt - Shahid Afridi - Shoaib Malik - Umar Akmal - Umar Gul - Wahab Riaz | - Daniel Vettori (K) - Shane Bond - Neil Broom - Ian Butler - James Franklin - Martin Guptill - Brendon McCullum (wk) - Nathan McCullum - Kyle Mills - Jacob Oram - Aaron Redmond - Tim Southee - Scott Styris - Ross Taylor - BJ Watling | - Shahid Afridi (K) - Abdul Razzaq - Fawad Alam - Iftikhar Anjum - Imran Farhat - Imran Nazir - Kamran Akmal (wk) - Khalid Latif - Mohammad Amir - Naved-ul-Hasan - Saeed Ajmal - Shoaib Malik - Sohail Tanvir - Umar Akmal - Umar Gul | - Daniel Vettori (K) - Shane Bond - Neil Broom - Ian Butler - James Franklin - Martin Guptill - Brendon McCullum (wk) - Nathan McCullum - Kyle Mills - Jacob Oram - Aaron Redmond - Tim Southee - Scott Styris - Ross Taylor - BJ Watling |

## One-Day Internationals in Abu Dhabi

### Erstes ODI
| 3. November Scorecard | Abu Dhabi | Pakistan 287-9 (50)           | – | Neuseeland 149 (39.2) |
|                       |           | Pakistan gewinnt mit 138 Runs |   |                       |

### Zweites ODI
| 6. November Scorecard | Abu Dhabi | Neuseeland 303-8 (50)          | – | Pakistan 239 (47.2) |
|                       |           | Neuseeland gewinnt mit 64 Runs |   |                     |

### Drittes ODI
| 9. November Scorecard | Abu Dhabi | Neuseeland 211 (46.3)         | – | Pakistan 204 (49.1) |
|                       |           | Neuseeland gewinnt mit 7 Runs |   |                     |

## Twenty20 Internationals in Dubai

### Erstes Twenty20
| 12. November Scorecard | Dubai | Pakistan 161-8 (20)          | – | Neuseeland 112 (18.3) |
|                        |       | Pakistan gewinnt mit 49 Runs |   |                       |

### Zweites Twenty20
| 13. November Scorecard | Dubai | Pakistan 153-5 (20)         | – | Neuseeland 146-5 (20) |
|                        |       | Pakistan gewinnt mit 7 Runs |   |                       |

## Statistiken
Die folgenden Cricketstatistiken wurden bei dieser Tour erzielt.
| ODIs             | ODIs       | ODIs    | ODIs    | ODIs    | ODIs    | ODIs    | ODIs    | ODIs    |
| Batting          | Batting    | Batting | Batting | Batting | Batting | Batting | Batting | Batting |
| Spieler          | Mannschaft | Spiele  | Innings | Runs    | Average | HS      | 100s    | 50s     |
| ---------------- | ---------- | ------- | ------- | ------- | ------- | ------- | ------- | ------- |
| Brendon McCullum | Neuseeland | 3       | 3       | 228     | 76,00   | 131     | 1       | 1       |
| Khalid Latif     | Pakistan   | 3       | 3       | 128     | 42,66   | 64      | 0       | 1       |
| Mohammad Amir    | Pakistan   | 3       | 3       | 85      | 42,50   | 73*     | 0       | 1       |
| Salman Butt      | Pakistan   | 3       | 3       | 84      | 28,00   | 59      | 0       | 1       |
| Daniel Vettori   | Neuseeland | 3       | 3       | 83      | 27,66   | 38      | 0       | 0       |
| Bowling          |            |         |         |         |         |         |         |         |
| Spieler          | Mannschaft | Spiele  | Overs   | Wickets | Average | BBI     | 5W      | 10W     |
| Saeed Ajmal      | Pakistan   | 3       | 27.2    | 6       | 18,33   | 4/33    | 0       | 0       |
| Daniel Vettori   | Neuseeland | 3       | 30      | 5       | 22,60   | 2/34    | 0       | 0       |
| Shahid Afridi    | Pakistan   | 3       | 30      | 5       | 25,60   | 2/46    | 0       | 0       |
| Umar Gul         | Pakistan   | 3       | 24      | 5       | 26,00   | 2/24    | 0       | 0       |
| Jacob Oram       | Neuseeland | 3       | 25.1    | 4       | 23,25   | 3/20    | 0       | 0       |
| Abdul Razzaq     | Pakistan   | 3       | 22      | 4       | 29,25   | 2/38    | 0       | 0       |
| Mohammad Amir    | Pakistan   | 3       | 25.3    | 4       | 30,00   | 2/41    | 0       | 0       |
| Tim Southee      | Neuseeland | 3       | 28      | 4       | 32,00   | 2/26    | 0       | 0       |
| Shane Bond       | Neuseeland | 3       | 29.2    | 4       | 37,50   | 2/61    | 0       | 0       |

## Player of the Series
Als Player of the Series wurden die folgenden Spieler ausgezeichnet.
| Serie | Player of the Series |
| ----- | -------------------- |
| ODI   | Brendon McCullum     |
| T20   | Shahid Afridi        |

### Player of the Match
Als Player of the Match wurden die folgenden Spieler ausgezeichnet.
| Spiel  | Player of the Match |
| ------ | ------------------- |
| 1. ODI | Shahid Afridi       |
| 2. ODI | Brendon McCullum    |
| 3. ODI | Mohammad Amir       |
| 1. T20 | Imran Nazir         |
| 2. T20 | Umar Akmal          |